# آنکوفابه
آنکوفابه (مالاگاسی: kaominina) یک منطقهٔ مسکونی در ماداگاسکار است که در آنالانجیروفو واقع شده‌است.